# Rio Paranã
Ne doit pas être confondu avec Rio Paraná.
Pour les articles homonymes, voir Parana.
Le Rio Paranã est une rivière brésilienne qui baigne les États de Goiás et de Tocantins. Son cours a une longueur approximative de 530 km.

## Géographie

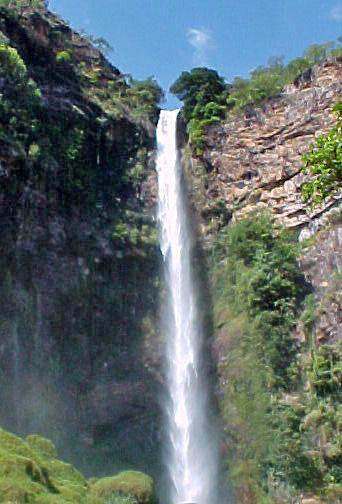
Le salto del Itiquira (168 m), un des affluents du río Paranã.

Le Rio Paranã nait sur le plateau central du Brésil, dans le Goiás, non loin du District Fédéral de Brasilia, dans la région suburbaine du municipio de Formosa. 
Ses sources se trouvent dans un état avancé de dégradation, en raison de la destruction des forêts-galeries, du déversement d'égouts domestiques, de pollution par des agrotoxiques et de la construction de lotissements sauvages. 
Un de ses nombreux affluents est le rio Itiquira, très apprécié des touristes en vertu de la présence de nombreuses chutes naturelles. Son principal affluent dans l'État de Goiás est le rio Corrente. 
À son arrivée dans l'État du Tocantins, après son confluent avec le rio Maranhão, son principal affluent, il reçoit le nom de rio Tocantins.